# Asecreta
Asecreta (em grego: ασηκρητις; romaniz.: ásekretis; do latim a secretis) foi um secretário imperial sênior do Império Bizantino. Muitos autores sugerem que o título poderia ter surgido pelo século IV, quando o oficial Beroniciano, um agente nos assuntos, foi referido como um asecreta nos atos do Concílio da Calcedônia. Contudo, a primeira menção segura ocorreu no século VI, na obra de Procópio de Cesareia e na tradução do papa Vigílio dos atos da Calcedônia.
Situados no catisma do Hipódromo de Constantinopla, os asecretas substituíram os referendários e formaram o alto escalão dos secretários imperiais, acima até mesmo dos notários. Alguns deles, por conseguinte, exerceram função nas prefeituras pretorianas. Dentre os participantes do Terceiro Concílio de Constantinopla esteve um Asecreta com o título de glorioso (gloriosus), sendo ele possivelmente o chefe do colégio dos asecretas; mais tarde foi conhecido como protoasecreta. Os asecretas desaparecem das fontes após o século XII, quando o título é substituído por gramático.